# کاری اگلیم
کاری اگلیم (انگلیسی: Kari Uglem؛ زادهٔ ۱۶ مهٔ ۱۹۷۰) اسکی‌باز صحرانوردی، و ورزشکار دو و میدانی اهل نروژ است.